# 愛德華·彭科夫
愛德華·彭科夫（德語：Eduard Pernkopf，1888年11月24日—1955年4月17日）是奥地利的解剖学教授，维也纳大学校長，希特勒支持者。他最著名的作品是他与四位艺术家历时20年编写的七卷解剖学图集《人體解剖學圖集》（Topographische Anatomie DES Menschen）。該圖集於1937年首次出版。不過在1990年代初，解剖圖集中的尸體被發現一半是納粹處決的政治犯，此外還有男、女同性戀者、吉普賽人和猶太人。1994年之後，《人體解剖學圖集》停止再版。  

## 更多阅读
- Holubar, Karl, "The Pernkopf Story: The Austrian Perspective of 1998, 60 Years after It All Began", Perspectives in Biology and Medicine - Volume 43, Number 3, Spring 2000, pp. 382–388, doi:10.1353/pbm.2000.0020